# Роя
Ро́я — вантажна залізнична станція 2-го класу Лиманської дирекції Донецької залізниці (з грудня 2014 р. мала перейти до Придніпровської залізниці) на лінії Рутченкове — Покровськ. Розташована в місті Курахове (Роя), Покровський район, Донецької області між станціями Красногорівка (15 км) та Цукуриха (16 км). По Рої є відгалуження на Курахівську ТЕС.
Через військову агресію Росії на сході України транспортне сполучення припинене.

## Історія станції

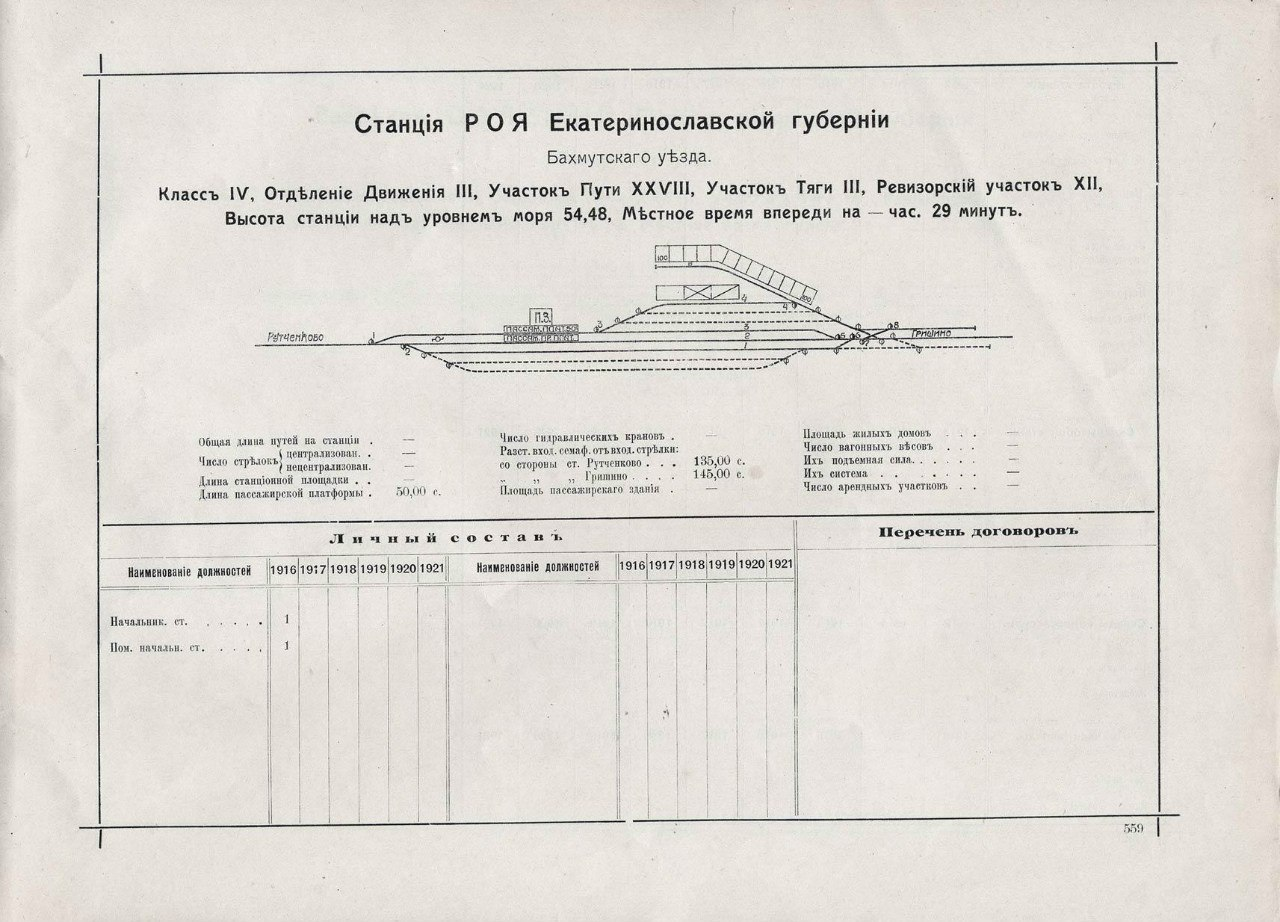
Схема колійного розвитку станції Роя станом на 1917 рік

Назва станції походить від прізвища землевласників. Зараз поруч зі станцією розташоване місто енергетиків — Курахове. Назва проектованої станції «Роя (Александропіль)» вперше фігурує в документах 1899 року, коли мали будувати залізницю Руднична — Роя — Журавка (блок-пост № 10), але економічні негаразди в країні цьому завадили. Збудували залізницю Рутченкове — Гришине, а з нею — і станцію Роя, лише в 1914—1917 роках. Тимчасовий пасажирський і товарний рух на ділянці Рутченкове — Роя було відкрито циркуляром Головного штабу № 167 від 15 (28) грудня 1915 року. В районі сучасного міста Курахове колія Рутченкове — Покровськ має найсприятливіший поздовжній профіль для руху важковагових вантажних складів.
Станом на 1917 рік, станція Роя мала 6 колій, з них — 2 тупика. В найближчій перспективі передбачалося будівництво ще 5 колій (1 — тупик). Станція мала криту й відкриту товарні платформи, пакгауз, орендні ділянки під склади вантажів, пасажирську будівлю, перон довжиною 50 сажнів і проміжну пасажирську платформу. Штат станційних працівників був тоді занадто скромним: начальник станції та його помічник. Цього було цілком достатньо, щоб забезпечити завантаження окремих вагонів (в тому числі, вугіллям) і курсування пасажирського потягу № 22/21 Гришине — Рутченкове, 1 пара на добу.
В 1918—1923 роках пасажирське сполучення через станцію Роя було відсутнє. Відновлення пасажирського сполучення на даному напрямі було пов'язано із масовим використанням для пасажирів «пристосованих товарних вагонів» («теплушок») у складі пасажирсько-товарних потягів № 22/21 Гришине — Сталіне, що курсували тричі на тиждень. В середині 20-х років, поряд із використанням жорстких плацкартних вагонів, у склад потягу включали «безплацкартні пристосовані товарні вагони», проїзд у яких коштував значно дешевше, аніж у перших. Лише у 1930 році курсування цих потягів, уже пасажирських і без «пристосованих вагонів», стало щоденним. Крім того, в комерційний графік на 1930 рік було закладено курсування 2 пар військових потягів у сполученні Рутченкове — Гришине із зупинкою по станції Роя. В 1937 році курсували вже 2 пари пасажирських складів на добу, і до 1940 року на станції Роя з'явився буфет із холодними закусками. 
Щодо вантажної роботи, до 30-х років ХХ століття остання по станції Роя була невеликою. В 1916 році до станції Роя тяжіли кам'яновугільні рудники Костянтинівський рудник К. С. Пенякова, Іллінський рудник М. М. Чечика, Анненська копальня К. Ф. Лефтерова, Успенська копальня С. Ф. Ківатицького й Н. Д. Кругляка, Зиновіївський рудник. Але вугілля на станцію, не дивлячись на відкриття останньої для його прийому, масово так і не пішло: в 1917 році не було навіть заплановане придбання вагонних ваг. Станом на 1923-24 рік, при станції числилися рудники № 23 (колишній Олександро-Михайлівський Геккера), № 25 (Кацняєва) і № 26 (Маянця), які після 1924 року вже не діяли. У першій половині 1923 року Роя також відвантажувала вугілля, - саме тоді звідси було відправлено 58 т «чорного золота». У 1923-24 році станція прийняла 164 т, у 1924-25 році - 180 т солі. Однак головним вантажем станції був хліб, якого в 1923 році тут було відвантажено 3,9 тис. т. До станції Роя тяжіли 4 сільськогосподарських райони (Андріївський, Селидівський, Велико-Янісольський, Мар'їнський), тут були облаштовані хлібозаготівельні контори, і за станом на початок 1925 роки звідси потрібно було вивезти до 5 тис. т зерна. Обсяги прибуття вантажів на станцію Роя в 1923 році становили 497 т. Вантажообіг станції Роя за останні 3 місяці 1924 року складав 3,0 тис. т по відправленні й 163 т по прибутті. Тут працювали всього 5 осіб (начальник станції, черговий по станції, стрілочник, машиніст водокачки і телеграфіст) із загальною зарплатнею 132,67 крб. В 1926-27 господарчому році станція Роя відправила 4,1 тис. т, а прийняла 7,4 тис. т різноманітних вантажів. Максимальне прибуття за той звітний період (1,3 тис. т) припадало на березень 1927 року.  
Лише в другій половині 30-х років значення станції Роя почало зростати зі дня на день. З 1936 року тут зводиться Кураховська ГРЕС і селище Курахівбуд. Перша черга ГРЕС була запущена в 1941 році, останній турбогенератор запрацював у 1952 році. В 1969—1977 роках проводилося розширення станції Роя у зв'язку із будівництвом Роєвського елеватору (працює з 1976 року). Втім, постійних пасажирських потягів після Другої Світової війни на станції Роя не було, — лише приміські, рух яких було згорнуто у 2014 році, у зв'язку із загостренням збройного конфлікту на Донбасі.

## Сучасність
Приміське та вантажне сполучення на станції було припинено у 2014 році, після початку бойових дій на Донбасі. 16-кілометрова дільниця була пошкоджена снарядами від станції Красногорівка до станції Роя. З серпня 2021 року цю дільницю перевірили на міни та розчистили від чагарників.
26 листопада 2021 року ремонтні роботи на коліях силами працівників «Укрзалізниці» та Мар'їнської військово-цивільної адміністрації були завершені, що сприяло відновленню руху вантажних поїздів від станції Роя до Красногорівки. Рух вантажних поїздів на відновленій дільниці сприяв залученню додаткових коштів у бюджет громади. Також у перспективі, планувався підвіз сировини до Красногорівського цегельного вогнетривкого заводу та реалізація готової продукції також залізничним транспортом, що надалі дало би змогу працевлаштування більшої кількості працівників на завод та сплати коштів до місцевого бюджету Мар'їнської громади.